# Monti Katunskij
I monti Katunskij (in russo: Катунский хребет, Katunskij chrebet) o monti del Katun sono una delle più alte catene montuose dei monti Altaj, nella Siberia meridionale. Si trova nel territorio della Repubblica dell'Altaj, in Russia.

## Geografia
La catena è uno spartiacque dei fiumi Katun', Argut e Belaja Berel' e si allunga per circa 150 km. La cima più alta è il monte Belucha (4 506 m).
I numerosi corsi d'acqua che scorrono dai monti hanno spesso origine dai ghiacciai. Il Katun', che alla confluenza con la Bija dà origine al fiume Ob', inizia dai ghiacciai Katunskie (Катунские ледники), situati sul versante meridionale del monte Belucha. Il fiume Belaja Berel', che scorre nel Kazakistan orientale, drena il versante meridionale della catena e appartiene al bacino del fiume Buchtarma.
Vi sono numerosi ghiacciai per una superficie totale di circa 280 km². I monti sono composti da granito e scisti metamorfici.

### Vegetazione e fauna
Nella parte centrale della cresta prevale il rilievo di tipo alpino. Le foreste di larici e cedri crescono fino a un'altezza di 2000–2200 m; sulle pendici c'è la tipica taiga di montagna caratterizzata da conifere scure.
Sulla riva destra delle sorgenti del Katun' si trova la Riserva naturale di Katun (Катунский заповедник), istituita nel 1991 per preservare complessi naturali unici di alta montagna e ripristinare il numero di animali rari e in via di estinzione. Nel 2000 ha ricevuto lo status di riserva della biosfera dall'UNESCO ed è inclusa nella lista del patrimonio dell'umanità con il nome di Montagne d'Oro dell'Altaj.
Nelle foreste vivono: l'orso, lo zibellino, lo scoiattolo, il cervo reale, il mosco siberiano e il cinghiale. Sugli altopiani è presente il leopardo delle nevi.